# Doras zuanoni
Doras zuanoni és una espècie de peix de la família dels doràdids i de l'ordre dels siluriformes.

## Hàbitat
És un peix d'aigua dolça i de clima tropical.

## Distribució geogràfica
Es troba a Sud-amèrica: riu Araguaia (conca del riu Tocantins).